# Club Deportivo Espoli
Club Social Cultural y Deportivo Espoli ist ein ecuadorianischer Fußballverein aus der Hauptstadt Quito. Der Verein wurde 1986 gegründet und trägt derzeit seine Heimspiele im Estadio de la Escuela Superior de Policía General Alberto Enríquez Gallo in Quito aus, das Platz für 2000 Zuschauer bietet.

## Geschichte
Der Club Deportivo Espoli wurde am 5. Februar 1986 als Fußballverein einer Polizeischule in Ecuadors Hauptstadt Quito gegründet. Die ersten Jahre seiner Existenz verbrachte der Verein in unteren ecuadorianischen Fußballligen, ehe in der Saison 1993 durch einen ersten Rang in der Serie B, der zweithöchsten Spielklasse in Ecuador, der erstmalige Aufstieg in die erste Liga, die Serie A, geschafft wurde. Dort konnte sich Espoli sofort etablieren und erreichte nur zwei Jahre nach dem Aufstieg die Vizemeisterschaft, einzig hinter Rekordmeister Barcelona SC Guayaquil. Durch diesen Erfolg in der nationalen Meisterschaft war man startberechtigt für die Copa Libertadores 1996. Bei dem Turnier, dem bis heute einzigen dieser Art, an dem der Club Deportivo Espoli teilnahm, erreichte der Verein völlig überraschend das Achtelfinale, wo man aber am brasilianischen Spitzenverein Corinthians São Paulo mit 1:3 und 0:2 scheiterte. Zuvor war Espoli Dritter in der Vorrundengruppe 1 hinter Barcelona SC Guayaquil und dem paraguayischen Vertreter Club Cerro Porteño, aber auch einen Zähler vor deren Ligakonkurrent Club Olimpia, geworden.
Nach den Erfolgen Mitte der Neunzigerjahre ging es für CD Espoli mit dem Jahrtausendwechsel zusehends bergab. Nachdem noch einige Jahre gute Platzierungen im Mittelfeld der Serie A erreicht wurden, musste man im Jahre 2004, zehn Jahre nach der ersten Erstligasaison, den Gang in die Zweitklassigkeit antreten. Nachdem die sofortige Rückkehr ins ecuadorianische Fußballoberhaus geglückt war, folgte jedoch in der Saison 2006 erneut der Absturz in die Serie B. Auch diesmal konnte CD Espoli nach einem Jahr in der Zweitklassigkeit wieder in die Serie A zurückkehren. Anders als 2006 gelang in der Erstligasaison 2008 der Klassenerhalt sogar relativ sicher mit neun Punkten vor Universidad Católica, dem ersten Absteiger. Seitdem ist CD Espoli in der Serie A zu finden und belegte in allen bis heute folgenden Spieljahre einen Platz im Mittelfeld. Seit dem Abstieg 2011 spielt der Verein in der zweiten Liga. 2016 folgte der Abstieg in die drittklassige Segunda Categoría.

## Erfolge
- Serie B: 2× (1993, Apertura 2005)
- Teilnahme an der Copa Libertadores: 1×

1996: Achtelfinale

## Bekannte Spieler
- Beder Caicedo, ecuadorianischer Nationalspieler, bestritt 60 Spiele in der Serie B für Espoli
- Segundo Castillo, vielfacher ecuadorianischer Nationalspieler, begann seine Karriere bei Espoli
- Cristian Mora, Espoli war zweite Karrierestation, später unter anderem bei Liga de Quito, derzeit aktiv für Universidad Católica
- Gustavo Nápoles, dreifacher mexikanischer Nationalspieler, unter anderem bei UANL Tigres und Deportivo Guadalajara, Karriereausklang bei Espoli
- Alfonso Obregón, von 1991 bis 1997 im Verein, später sehr erfolgreich mit Liga de Quito und WM-Teilnehmer von 2002
- Manuel Uquillas, sechsfacher ecuadorianischer Meister mit Barcelona SC Guayaquil, 1994 für kurze Zeit bei CD Espoli